# Wallenstein (Schiller)

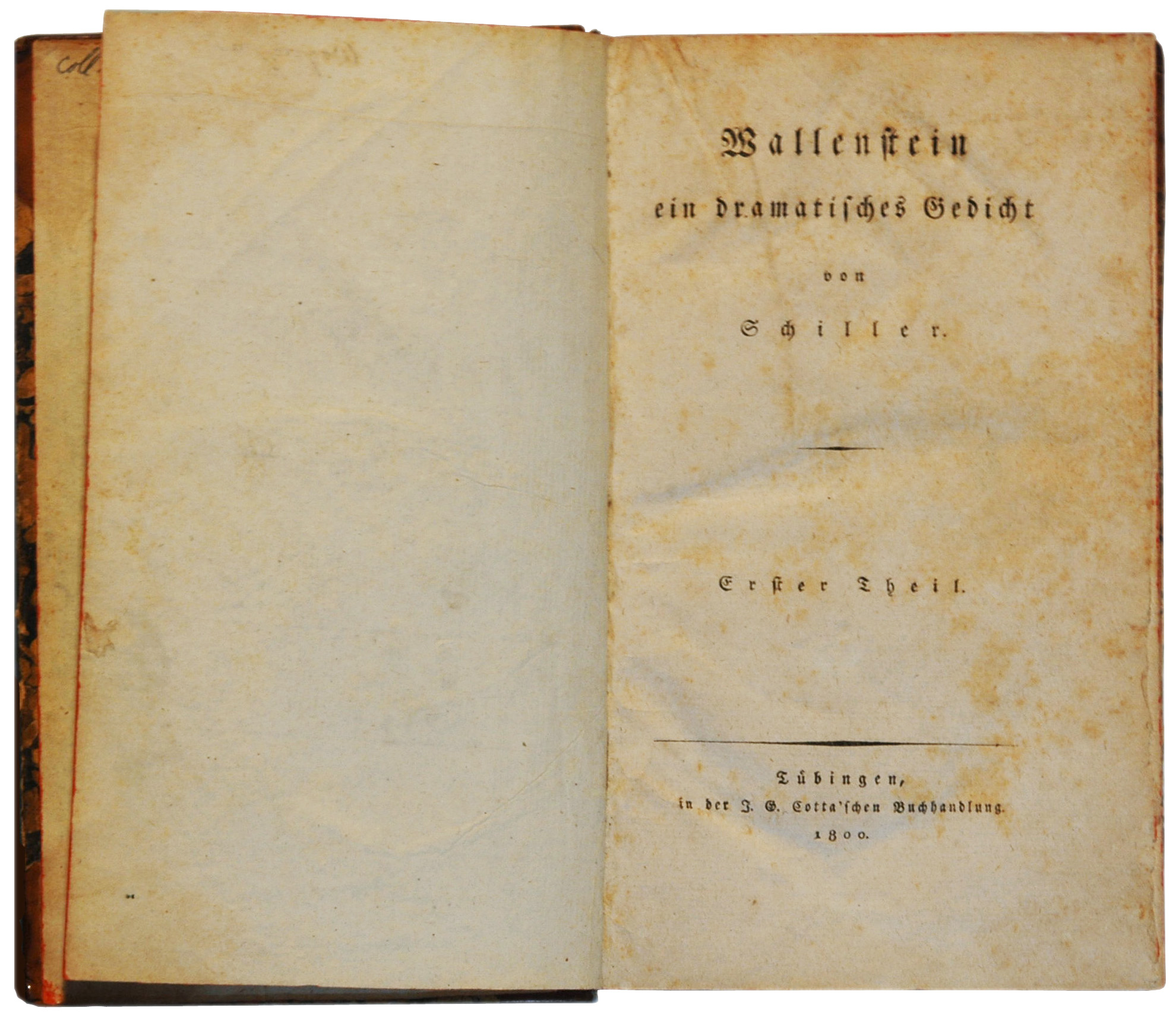
Titelblatt des Erstdrucks

Wallenstein ist die gängige Bezeichnung für eine Dramen-Trilogie von Friedrich Schiller. Sie besteht aus den Werken Wallensteins Lager mit einem längeren Prolog, Die Piccolomini und Wallensteins Tod, wobei Schiller die Trilogie auch in Wallenstein I mit Wallensteins Lager und Die Piccolomini und Wallenstein II, bestehend aus Wallensteins Tod unterteilt hat. Schiller behandelt darin den Niedergang des berühmten Feldherrn Wallenstein im Dreißigjährigen Krieg, wobei er sich frei an den realen historischen Ereignissen orientiert: Wallenstein scheitert auf dem Gipfel seiner Macht, er ist der erfolgreiche Oberbefehlshaber der kaiserlichen Armee, als er beginnt, sich gegen seinen Kaiser Ferdinand II. aufzulehnen. Das Werk spielt im Winter 1633/1634 (also fast 16 Jahre nach Beginn des Dreißigjährigen Krieges) in der böhmischen Stadt Pilsen, wo sich Wallenstein zu jener Zeit mit seinen Truppen aufhält. Im letzten Aufzug wechselt der Schauplatz nach Eger, wohin Wallenstein geflohen war. Hier wurde er am 25. Februar 1634 ermordet.
Schiller vollendete die Trilogie 1799.

## Zusammenfassung der Handlung

### Wallensteins Lager
„Wallensteins Lager“ ist die Einleitung für die beiden folgenden Teile und wesentlich kürzer als diese. Während sich die Haupthandlung unter den höheren Rängen der Truppe und Adeligen abspielt, spiegelt „Wallensteins Lager“ die Stimmung des einfachen Volkes wider, vor allem der Soldaten im Lager Wallensteins.
Die Soldaten sind begeistert von ihrem Oberbefehlshaber, der es geschafft hat, Söldner aus ganz verschiedenen Gegenden in seiner Armee zu vereinen. Sie loben, dass er ihnen außerhalb des Kampfes viele Freiheiten lasse und sich beim Kaiser für die Armee einsetze. Über den Kaiser wird von vielen eher abschätzig gesprochen. Außerdem loben die Soldaten den Krieg, der zwar den Zivilisten schade, ihnen (den Soldaten selbst) aber ein besseres Leben bringe. Ein Bauer beklagt, dass die Truppen ihn ausnähmen, ein Mönch kritisiert das gottlose Leben der Soldaten. Diese erfahren zum Schluss des ersten Teils, dass der Kaiser einen Teil der Armee den Spaniern, ebenfalls Habsburger, unterstellen wolle. Sie beschließen, Max Piccolomini, einen Truppenführer, zu bitten, sich bei Wallenstein dafür einzusetzen, dem Wunsch des Kaisers nicht zu folgen.

### Die Piccolomini
Mit dem zweiten Teil beginnt die Haupthandlung der Wallenstein-Trilogie. Die Perspektive wechselt von den einfachen Soldaten zu den Führern der Truppe des Fürsten Wallenstein, des Oberbefehlshabers der kaiserlichen Armee. Jene versammeln sich im Lager bei Pilsen, warten dort auf weitere Befehle. Größtenteils sind sie begeisterte Anhänger des Fürsten und schätzen ihn sogar mehr als den höher gestellten Kaiser. Dessen Befehle missachtete Wallenstein wiederholt, er liegt mit dem Kaiser im Streit. Wohl um Wallenstein zu schwächen, befiehlt ihm der Kaiser, einen Teil des Heeres abzutreten. Der Fürst will das nicht hinnehmen und überlegt offiziell, das Kommando über die kaiserlichen Truppen aufzugeben. Im Geheimen führt er Verhandlungen mit den Gegnern des Kaisers, den Schweden, um den Kaiser zum Frieden zu zwingen, möchte sich die Möglichkeit eines Bündnisses mit den Schweden gegen den Kaiser offenhalten. Dazu drängen ihn auch seine engsten Vertrauten, sein Schwager Terzky und Illo. Jene lassen alle Heerführer ein Dokument unterschreiben, in dem Wallenstein Treue geschworen wird. Allerdings lassen sie sie in dem Glauben, dass in dem Dokument die Treue zu Wallenstein durch die Treue zum Kaiser eingeschränkt würde; in der zur Unterschrift vorgelegten Fassung der Erklärung ist diese Einschränkung aber heimlich entfernt.
Wallenstein weiß nicht, dass sein Vertrauter Octavio Piccolomini, der seine Pläne ebenfalls kennt, dem Kaiser treu blieb, für jenen spioniert und eine Vollmacht bekam, Wallenstein offiziell als Oberbefehlshaber abzulösen. Diese Vollmacht will Octavio aber erst nutzen, wenn Wallenstein sich öffentlich gegen den Kaiser stellt. Kaiserlichen Spähern gelingt, einen Unterhändler Wallensteins auf dem Weg zu den Schweden abzufangen; somit steht Wallensteins Überführung kurz bevor. Die Lage verkompliziert, dass Octavios Sohn Max Piccolomini  und Wallensteins Tochter Thekla sich ineinander verlieben. Max ist ein begeisterter Anhänger Wallensteins und wird von ihm fürsorglich behandelt. Er glaubt dem Vater nicht, dass Wallenstein den Kaiser verraten will. Die Piccolomini endet mit Max’ Entschluss, Wallenstein direkt nach dessen Plänen zu befragen. Dadurch soll sich für ihn entscheiden, ob er sich gegen seinen eigenen Vater oder gegen den von ihm verehrten Wallenstein stellen muss.

### Wallensteins Tod

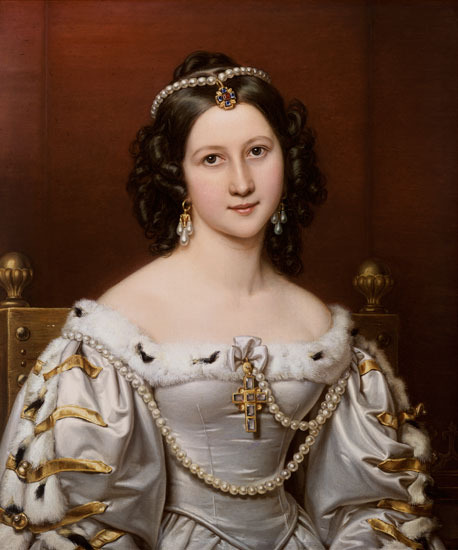
Charlotte von Hagn als Thekla, Gemälde von Joseph Karl Stieler, 1828

Im letzten Teil der Wallenstein-Trilogie führen die im zweiten Teil vorgestellten Konflikte zu einem tragischen Ende. Wallenstein erfährt, dass sein Unterhändler für die geheimen Verhandlungen mit den Schweden von kaisertreuen Soldaten abgefangen wurde. Also hat der Kaiser nun womöglich Beweise für Wallensteins Überlegungen, sich mit den offiziellen Feinden gegen den Kaiser, vielleicht sogar zu dessen Sturz, zu verbünden. Nach einigen Zweifeln und durch starkes Zureden von Illo, Terzky und insbesondere dessen Frau, der Gräfin Terzky, entschließt sich Wallenstein, offiziell ein Bündnis mit den Schweden zu schließen.
Aber Octavio Piccolomini gelingt es, als geheimer Beauftragter des Kaisers fast alle wichtigen Führer aus Wallensteins Armee zur Abkehr von Wallenstein zu bewegen. Insbesondere beweist er Buttler, dass Wallenstein dessen Karriere heimlich behinderte; der gekränkte Buttler bleibt bei Wallenstein, um sich rächen zu können. Octavios einziger Sohn, Max Piccolomini, ist zerrissen zwischen seiner Treue zum Kaiser einerseits, seiner Bewunderung für Wallenstein sowie seiner Liebe zu dessen Tochter Thekla andererseits. Schließlich entscheidet er sich dafür, Wallenstein zu verlassen. Er versucht, sich dennoch als Freund von ihm zu trennen, wird aber von Wallenstein verstoßen, der darauf mit seinen letzten Getreuen nach Eger flieht. Max Piccolomini stürzt sich selbstmörderisch in einen aussichtslosen Kampf gegen die Schweden und fällt. Als Thekla davon erfährt, bricht sie heimlich zu Max’ Grabstätte auf, um bei ihrem Geliebten den Tod zu finden. Auch Wallenstein trauert um den Verlust, glaubt aber, dass ihm das Schicksal Max genommen habe, um zukünftiges Glück auszugleichen.
In der Nacht ermorden Buttlers Schergen, Macdonald und Deveroux, die beiden hohen Offiziere Illo und Terzky bei einem Festmahl und – in dessen Schlafzimmer – auch Wallenstein selbst. Das Drama endet mit einem letzten Dialog zwischen Octavio und seiner Hauptgegenspielerin, der Gräfin Terzky, die sich zuvor vergiftete und nun stirbt. Octavio erhält am Ende die
Botschaft, er sei zum Dank für seine Treue vom Kaiser in den Fürstenstand erhoben worden.

## Inszenierungen

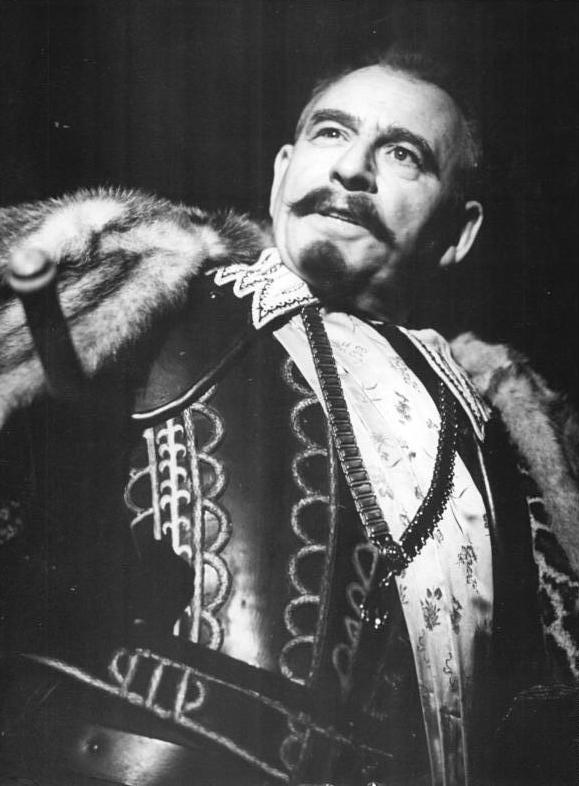
Wolfgang Heinz als Wallenstein, 1962 am Deutschen Theater Berlin, unter der Regie von Karl Paryla

Die Uraufführungen fanden 1798–1799 am Weimarer Hoftheater (heute Deutsches Nationaltheater Weimar) unter der Theaterleitung von Johann Wolfgang von Goethe statt:
- Wallensteins Lager, 12. Oktober 1798 (unter dem Titel Das Lager zur Eröffnung des umgebauten Weimarer Hoftheaters)
- Die Piccolomini, 30. Januar 1799
- Wallensteins Tod, 20. April 1799 (unter dem Titel Wallenstein)

Wallenstein gehört – oft erheblich gekürzt und auf einen Theaterabend komprimiert – zum klassischen deutschen Bühnenrepertoire. Zu den überregional beachteten Inszenierungen des Stücks zählen:
- 1959: Deutsches Theater (Berlin), Regie: Karl Paryla
- 1959: Burgtheater, Regie: Leopold Lindtberg. - Eine Hörfassung dieser Inszenierung ist 1960 von NDR und ORF für das Radio aufgezeichnet worden und 2004 auf 4 CDs erschienen. Diese gekürzte Rundfunkfassung der ursprünglich an 2 Abenden mit einer Gesamtlänge von 7 Stunden gegebenen Inszenierung umfasst Die Piccolomini (Länge: ca. 100 Minuten) und Wallensteins Tod (ca. 130 Minuten): Wallenstein. Ein dramatisches Gedicht. Die Piccolomini und Wallensteins Tod (4 CDs), Verlag Mnemosyne, ISBN 3-934012-22-1
- 1961 Ruhrfestspiele Recklinghausen. - Eine Hörfassung dieser Inszenierung ist 1961 vom WDR aufgezeichnet worden und innerhalb einer 20 CDs umfassenden Schiller-Edition 2005 erschienen: Friedrich Schiller, Werke. Eine Auswahl auf 20 CDs. Random House Audio, ISBN 3-89830-926-6
- ab 1973: Seit 1894 finden alle drei Jahre sommers die Wallenstein-Festspiele in Altdorf bei Nürnberg statt. Ursprünglich wurde nur das Spektakel-Drama Wallenstein in Altdorf von Franz Dittmar über die Altdorfer Studentenzeit Wallensteins von Laiendarstellern des Orts gespielt. Seit 1973 wird in Altdorf aber auch die Schiller-Trilogie aufgeführt. Dabei werden die drei Teile in einer etwa 150 Minuten dauernden Kurzversion zusammengefasst.
- ab 1979: Deutsches Theater (Berlin), Regie: Friedo Solter, Darsteller: Eberhard Esche (Wallenstein), Rolf Ludwig (Octavio), mit einer Fernsehaufzeichnung von 1987.
- 2005: Wallenstein. Eine dokumentarische Inszenierung von Helgard Haug und Daniel Wetzel (Rimini Protokoll). Produktion: Nationaltheater Mannheim / Deutsches Nationaltheater Weimar. Gastspiele u. a. beim Theatertreffen Berlin, am Schauspielhaus Zürich und bei den Hamburger Autorentheater-Tagen am Thalia-Theater.
- 2007 inszenierte Peter Stein alle elf Akte der Trilogie am Berliner Ensemble mit Klaus Maria Brandauer (für zwei Vorstellungen übernahm Peter Stein für den verletzten Brandauer die Rolle) in der Hauptrolle; Spielstätte der über zehnstündigen, fast den kompletten Text enthaltenden Aufführung war die Kindlhalle, eine ehemalige Brauerei in Berlin-Neukölln (29 ausverkaufte Aufführungen mit insgesamt 34800 Besuchern). Weitere überregional beachtete Aufführungen dieses Jahres waren Wolfgang Engels Inszenierung am Schauspiel Leipzig und Thomas Langhoffs Inszenierung am Wiener Burgtheater (mit Gert Voss als Wallenstein).

## Kritik
Der neue Schauspielführer hebt die Gewaltigkeit des Werkes hinsichtlich ihres Stoffes als auch ihres Umfangs hervor. Das Geschehen einer weltgeschichtlichen Offiziersverschwörung, die von Schiller bewusst im Stile des «Shakespeareschen Charakterdramas» auf das persönliche Schicksal der historischen Figur Wallensteins konzentriert wird, entwickle den Schicksalsbegriff der griechischen Tragödie weiter: Wallenstein ist sich der freien und rettenden Entscheidung seines Handelns bewusst, unterwirft sich aber selbstzerreißend und «eigenwillig» dem Schicksal der eigenen Sterndeutung. 
Zudem wird ein «innerer Zusammenhang» aller Akte deutlich, vom völkischen Blick aus Wallensteins Lager, von dem aus Wallenstein sagenumwoben wie ein unerreichbarer Zentralstern leuchtet, sich alles um ihn dreht, über die Piccolomini, der den Handlungsverlauf und die Bewegung um Wallenstein vorbereitet, bis hin zur introspektiven Tragödie des Helden im dritten Teil Wallensteins Tod. So unterschiedlich die Teile auch in ihrer Bedeutung und ihrer dichterischen Gestalt sein mögen, so seien sie doch «aus einem Guß». Die Bezeichnung einer „Trilogie“ sei, was die Abgeschlossenheit des einzelnen «Riesendramas» betrifft, «unrichtig», das könne bestenfalls für das Vorspiel des Lagers gelten. Vom Standpunkt der Regie aus stellt das gesamte Drama somit die Herausforderung dar, ob es mit entsprechenden Kürzungen vorgetragen werde oder ob der Zeitgewinn nicht eher «den Verlust vieler und wesentlicher Schönheiten des Werkes» bedeutet.
Schiller habe für das Werk von solchem Stoff und Umfang, das er nicht unter zehn Jahren bewältigen konnte, bewusst eine «große, einfache, schlichte Form» gefunden, das «jedes überflüssige Beiwerk» vermeidet. Als Literaturklassiker ist nach dieser Kritik Schillers Wallenstein «der Gipfel der deutschen und  [...] der dramatischen Dichtung überhaupt».
Viktor Žmegač geht in seiner Kritik speziell auf Schillers Behandlung des historischen Dramas in Wallenstein ein. Er sieht darin das «ehrgeizigste Bühnenwerk», um zu belegen, dass «die Gesetzmäßigkeiten tragischer Verstrickung wie auch die poetische Logik wichtiger waren als historische Treue». Schiller repräsentiere demnach mit Wallenstein in besonderem Maße denjenigen historistischen Dichter, der bestrebt ist, «die historischen Fakten zugunsten der poetischen Geschlossenheit des Werkes zurücktreten zu lassen». Žmegač beruft sich dabei auch auf Schillers eigene Worte in seinem Brief an Goethe (vom 20. August 1799). Mit Wallenstein zeige Schiller die «Synthese» aus «politisch-öffentlichem Menschen» und «privater Sphäre», erstmals in der Dramengeschichte des 18. Jahrhunderts, in einem «[zukunfts]weisende[n] Problem [...] der Verantwortung der exponierten Persönlichkeit, die sich nicht mehr auf das überpersönliche, mythische Denken einer Gemeinschaft stützen kann und daher schmerzlich ihre Einsamkeit erlebt».
Der o. g. ästhetische Kerngedanke Schillers, dass in der Kunst die geschichtliche «Wirklichkeit im Bilde» widerzuspiegeln, durch ideale Elemente zu färben sei, benennt er zum Ende des Prologs seines Wallenstein, der, an das Publikum gerichtet, eigens die Kunstform der Dichtung zum Thema hat. Er richtet das gesamte Werk daraufhin aus:

„Ja danket ihrs [d. i. der Muse], daß sie das düstre Bild
Der Wahrheit in das heitre Reich der Kunst 
Hinüberspielt, die Täuschung, die sie schafft,
Aufrichtig selbst zerstört und ihren Schein 
Der Wahrheit nicht betrüglich unterschiebt,
Ernst ist das Leben, heiter ist die Kunst.“